# Institut rodu Bourbonů
Institut dynastie Bourbonů, francouzsky Institut de la Maison de Bourbon (IMB), založený v roce 1973 z iniciativy Jakuba Jindřicha Bourbonského, je kulturní sdružení uznané jako obecně prospěšná společnost výnosem přijatým francouzskou Státní radou (Conseil d'État) 23. dubna 1997. Panovnický dům Bourbonů si jmenovitě vytyčil cíl oficiálního uznání v Dohodě rodiny Bourbornů (Pacte de famille) z roku 1761 (článek XXI).
Institut společně založili pánové Patrick Esclafer de la Rode, Hervé Pinoteau a Armel Girard L'Amaury.
Cílem institutu, jak je také zapsáno v jeho statutu, je: podpořit povědomí o dějinách Francie a panování královského domu, být ochranitelem tradic a přenést hodnoty, jichž požívala Francie při zachovávání věrnosti dynastii Kapetovců.
Od roku 2009 je předsedou institutu Charles-Emmanuel de Bauffremont-Courtenay, kníže z Bauffremontu (nar. 1946). Jeho otec, Jacques de Bauffremont-Courtenay, vévoda z Bauffremontu (nar. 1922), byl ve stejném roce zvolen čestným předsedou.
Současná hlava rodu, Ludvík Bourbonský, nedávno[kdy?] zveřejnil novou strukturu, v níž nepozměňuje cíle IMB. Ty tak nadále, jako v minulosti, mají vést k organizování četných vzpomínkových manifestací k velkým historickým událostem spojeným s panovníky a ke sdružování, patronaci, a pořádání kulturních manifestací.